# Chiesa di San Procolo (Naturno)
La chiesa di San Procolo (in tedesco St.-Prokulus-Kirche) si trova a Naturno in provincia di Bolzano. Sorge a circa mezzo chilometro ad est dal centro del paese, in prossimità dell'attuale cimitero.

## L'edificio
Scavi archeologici, eseguiti tra il 1985 e il 1987, hanno accertato che la chiesa venne fondata sui resti di una casa di età altomedievale, distrutta da un incendio, databile, in base ad un orecchino a cestello, rinvenuto tra le ceneri, al primo quarto del VII secolo.
L'edificio di culto primitivo venne fondato tra l'VIII e il IX secolo come punto di sosta lungo la Val Venosta che mette in comunicazione la Svizzera con l'Italia.
Gli scavi hanno inoltre messo in luce un cimitero della peste del XVII secolo.
La torre campanaria ospita due antiche campane di modeste dimensioni.

## Gli affreschi

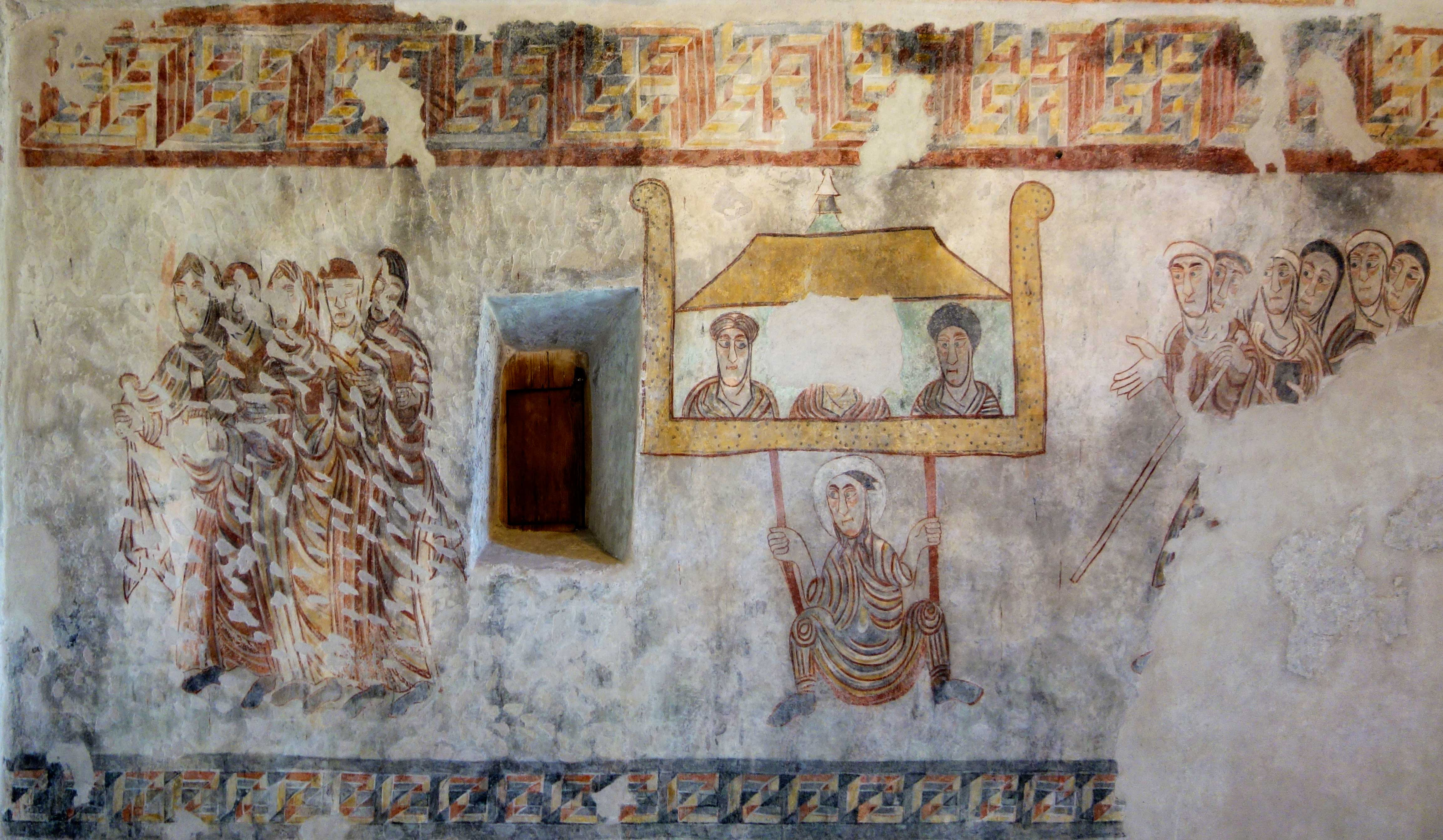
"Fuga di san Procolo da Verona", affresco del IX secolo

L'opera artistica di maggior pregio è il ciclo di affreschi straordinariamente conservato che risale all'epoca carolingia (IX secolo), tra i più antichi della regione. Vi sono raffigurate scene della vita di San Procolo con tratti arcaici e colori brillanti. Il linearismo bidimensionale ricorda la sintesi di alcuni scriptoria di miniatura, come Kremsmünster e Salisburgo, oppure la scultura longobarda del secolo precedente, come l'altare del Duca Ratchis di Cividale.
All'esterno la chiesa presenta un ciclo di affreschi duecenteschi. Oggi sorge isolata dal paese, vicino alla statale.
In questa zona alpina sono concentrate la maggior parte delle rarissime pitture parietali carolinge d'Europa: a Malles (chiesa di San Benedetto) e, sul versante svizzero in Val Müstair (monastero di San Giovanni).

## Il museo
Dal 2006, un piccolo museo adiacente ospita una mostra continua relativa alla chiesetta, i suoi reperti e la sua storia.